# Jingfutempel van Taipei
De Jingfutempel van Taipei is een taoïstische tempel in Zhongshan, Taipei, Republiek China. De tempel werd in 1874 gebouwd. De belangrijkste god van deze tempel is Tudi Gong. Het jaarlijkse tempelfeest wordt op de zestiende van de tweede maand van de Chinese kalender gehouden. De tempel wordt onderhouden door  rechtspersonen.